# 로이드 알렉산더
로이드 알렉산더(Lloyd Alexander, 본명: Lloyd Chudley Alexander, 1924년 1월 30일 ~ 2007년 5월 17일)는 주로 어린이와 청소년을 위한 판타지 소설을 중심으로 40권 이상의 책을 쓴 미국 작가이다. 알렉산더는 70년 동안 48권의 책을 썼으며 그의 작품은 20개 언어로 번역되었다. 그의 가장 유명한 작품은 5편의 고급 판타지 소설 시리즈인 "The Chronicles of Prydain"으로, 그 결론인 더 하이 킹(The High King)은 1969년 미국 아동 문학 분야의 우수성으로 뉴베리 메달을 수상했다. 1971년과 1982년에 미국 전미도서상을 수상했다.
알렉산더는 대공황 기간 동안 펜실베이니아주에서 자랐다. 책을 읽고 시를 쓰는 것에 대한 열정을 키웠다. 대학에서 더 이상 가르칠 수 있는 것이 없다고 믿고 단 한 학기 동안만 대학에 다녔다. 그는 미 육군에 입대하여 정보 및 방첩 분야의 하사로 승진했다. 그는 프랑스에 주둔하면서 아내를 만났고 파리대학교에서 프랑스 문학을 공부했다. 새 가족과 함께 미국으로 돌아온 후 그는 첫 자서전 소설인 "And Let the Credit Go"(1955)를 출판할 때까지 글쓰기로 생계를 꾸려 나갔다. 웨일스 신화에 대한 그의 관심은 "The Chronicles of Prydain"의 출판으로 이어졌다.
알렉산더는 국제 한스 크리스티안 안데르센 상에 두 번 지명되었으며, 1971년 "The Marvelous Misadventures of Sebastian"으로 전국 아동 도서상을, 1982년 웨스트마크(Westmark)로 전국 도서상을 받았다. 알렉산더는 2007년에 사망하기 전까지 3개의 평생 공로상을 받았다. 브리검 영 대학교의 해럴드 B. 리(Harold B. Lee) 도서관에는 책상, 타자기, 원고 및 책의 판본을 포함하여 그의 집 사무실에 있던 여러 품목을 전시하는 로이드 알렉산더 상설 전시관이 있다.